# Pasteurella multocida
Pasteurella multocida é uma bactéria cocobacilar gram-negativa, não móvel, sensível a penicilina da família Pasteurellaceae. É responsável por infecções enzoóticas em humanos e animais. Muitos mamíferos e aves abrigam essa bactéria nos seus tratos respiratórios como integrante da microbiota normal.
Em humanos, P. multocida é a causa mais comum de infecções de feridas após mordidas de cachorro ou gato. A infecção geralmente se manifesta como inflamação dos tecidos moles em 24 horas. Observam-se altas contagens de leucócitos e neutrófilos, levando a uma reação inflamatória no local da infecção (celulite difusa localizada). Ela também pode infectar outros locais, como o trato respiratório, e é conhecida por causar linfadenopatia regional (inchaço dos gânglios linfáticos). Em casos mais graves, pode ocorrer uma bacteremia, causando osteomielite ou endocardite. A bactéria também pode cruzar a barreira hematoencefálica e causar meningite.